# 茹卡蒂
茹卡蒂是巴西伯南布哥州的一个市镇。总面积109.32平方公里，总人口10334人，人口密度94.5人/平方公里。